# كيسانية

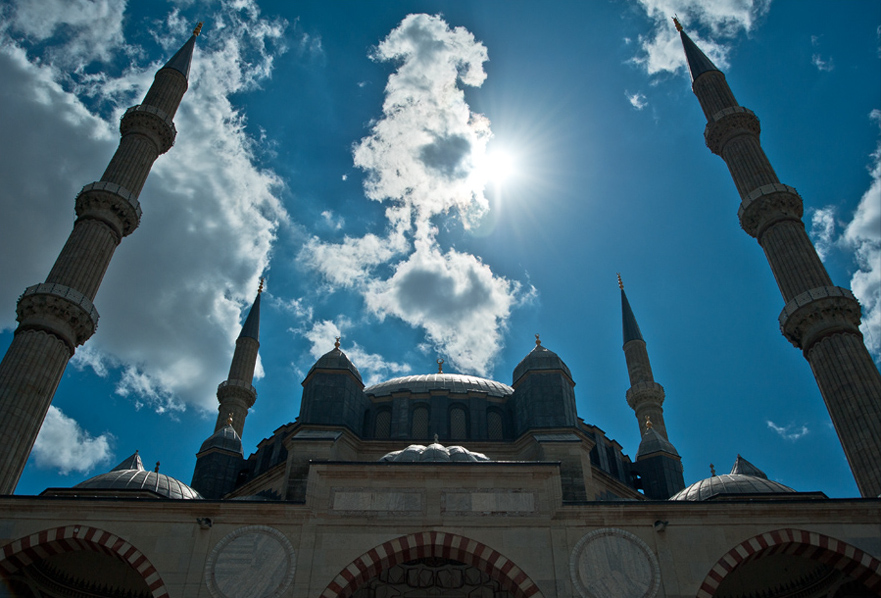

الكَيْسَانِيَّةُ فرقة شيعية منقرضة، كان يدعو أتباعها إلى إمامة محمد بن علي بن أبي طالب، المعروف بابن الحنفية بعد مقتل أخيه الحسين بن علي. وقد جرت تسميتهم بالكيسانية نسبة إلى كَيْسَان مولى الخليفة علي بن أبي طالب، حيث يعتقدون أنه اقتبس من علي ومن ابنه محمد الأسرار كلها من علم الباطن وعلم التأويل وعلم الآفاق والأنفس.[بحاجة لمصدر]
إنّ الكيسانية منسوبة إلى «كيسان» وقد اختلفوا في المسمّى به إلى أقوال فمن قائل: إنّه اسم محمد ابن الحنفية، إلى آخر: إنّه اسم مولى لعلي، إلى ثالث: إنّه اسم نفس المختار بن أبي عبيدة الثقفي، إلى رابع: إنّه اسم صاحب شرطته المكنى بـ « أبي عمرة » وكان اسمه كيسان.
توجد روايتان الأولى تقول: كانت بدايات هذا المذهب على يد رجل اسمه الكيسان
الرواية الثانية: كانت بدايات هذا المذهب على المختار بن أبي عبيد الذي توجه إلى العراق سنة 64 هـ بعد موت يزيد بن معاوية داعيا لمحمد بن الحنفية ومدعيا أنه من دعاته، وأخذ يذكر علوما يزخرفها بأسجاع كسجع الكهان ويعزوها إليه، وقد صحب معه كيسانا وجعله على شرطته. وتتبع قتلة الحسين وقتل من ظفر به. وتعرف الكيسانية أيضا بالمختارية نسبة إلى المختار بن أبي عبيد الثقفي.
قالت الكيسانية إنّ محمد بن الحنفية هو المهدي، وأنه هو وصيّ علي بن أبي طالب ليس لأحد من أهل بيته أن يخالفه ولا يخرج عن إمامته ولا يُشهّر سيفه إلاّ بإذنه، وإنّما خرج الحسن بن علي إلى معاوية محارباً له بإذن «محمّد» وأودعه وصالحه بإذنه، وأنّ الحسين إنّما خرج لقتال يزيد بإذنه، ولو خرجا بغير إذنه هلكا وضلاّ وأنّ من خالف محمد ابن الحنفية كافر مشرك وأنّ محمد استعمل المختار بن أبي عبيدة على العراقيين بعد قتل الحسين وأمره بالطلب بدم الحسين وثأره وقتل قاتليه وطلبهم حيث كانوا، وسمّاه كيسان لكيسه ولما عرف من قيامه ومذهبه فيهم فهم يسمّون (المختارية) ويدعون (الكيسانية).
ويروي الشهرستاني أن محمد بن الحنيفة تبرأ من المختار حين وصل إلى علمه أنه ادعى أنه من دعاته. وبعد موت ابن الحنفية قال أتباع هذا المذهب إن محمداً بن الحنفية يقيم في جبل رضوى من جبال تهامة بين أسد ونمر يحفظانه، وعنده عينان تجريان بعسل وماء، وأنه يعود بعد الغيبة فيملأ الأرض عدلا بعد أن ملئت جورا. وهذا أول حكم بعودة الإمام بعد غيبته عند الشيعة، وسمّوا بعد ذلك بالكيسانية وأحياناً بالمختارية.